# 野中郁江
野中 郁江（のなか いくえ、12月13日 - ）は、日本の会計学者、明治大学名誉教授。明治大学では商学部教授を長く務めた。
学校法人の会計制度に詳しい。

## 経歴
1975年、東京教育大学文学部東洋史学科を卒業、明治大学大学院商学研究科修士課程に進み、1977年に商学修士を取得、1984年に博士課程を単位取得退学した。
2005年、「会計制度の構図に関する一考察」で明治大学より博士（商学） を取得。
2008年には著書『国有林会計論』が、会計理論学会学会賞を受賞した。
泡瀬干潟埋立裁判では、事業に経済合理性がないとする証言を行なった。
この間、労働運動にも取り組み、東京地区私立大学教職員組合連合（東京私大教連）では書記長を経て、中央執行委員長も務め、日本私立大学教職員組合連合（日本私大教連）では中央執行委員、副委員長などを歴任した。
また、労働関係裁判などで鑑定意見書を提出することもよくあり、住友重機械工業、学校法人藤花学園（尾山台高校）、倉田学園、飛翔館高等学校（近畿大学泉州高等学校の前身）の裁判に鑑定意見書を提出しており、また、日本体育大学の不当労働行為事件では東京都労働委員会に鑑定書を提出した。
2022年に明治大学を定年退職し、名誉教授の称号を贈られた。その後、2024年にはツカモトコーポレーションの社外取締役に就任した。

## 投資ファンドAPF関係者からの提訴
タイ・バンコクに拠点を置く投資ファンドであるアジア・パートナーシップ・ファンド (APF)とその傘下にある昭和ホールディングスの経営陣（此下竜矢、重田衛、此下益司）は、企業としてではなく、個人3人の連名で、野中が2011年に『経済』誌上に発表した論文「不公正ファイナンスと昭和ゴム事件」、および、東京都労働委員会に提出された鑑定意見書「アジア・パートナーシップ・ファンド(APF)がもたらした昭和ゴムの経営困難について」が名誉毀損にあたるとして、2012年7月18日に5500万円の損害賠償などを求めて野中を提訴した。その後の経過の中で、野中は2013年3月15日に反訴に踏み切った。2014年5月19日、東京地方裁判所は、本訴反訴をいずれも斥ける判決を下した。また2014年11月12日、東京高裁の水野邦夫裁判長は「本訴・反訴ともに棄却」という判決を出し、再び野中の勝利となった。
2015年7月17日、最高裁判所は上告棄却決定を下し、高裁判決が確定した。

## おもな著書

### 単著
- 『現代会計制度の構図』 大月書店、2005年
- 『国有林会計論』 筑波書房、2006年
- 『私立大学の財政分析ハンドブック』大月書店、2020年

### 共著
- （山口孝との共著）『旭化成・三菱化成 : 先端技術にかける化学』 大月書店、1991年
- （辻村定次、篠井謙との共著）『ゼネコン危機の先を読む』 新日本出版社、2001年
- （椎名恒との共著）『建設:問われる脱公共事業産業化への課題』 大月書店、2001年
- （山口不二夫、梅田守彦との共著）『私立大学の財政分析ができる本』 大月書店、2001年